# Игор Стравински
Ѝгор Фьо̀дорович Стравѝнски (на руски: Игорь Фёдорович Стравинский) е руски композитор, работил през по-голямата част от живота си във Франция и Съединените щати. Той е определян като един от най-значимите композитори на 20 век, а понякога и като една от най-влиятелните личности на столетието. Освен признанието, което получава за своите композиции, той е известен и с работата си като пианист и диригент, често при премиерите на своите произведения.
Кариерата на Стравински като композитор е забележителна със стилистичното разнообразие на работите му. Той получава международна известност с три балета, написани по поръчка на импресариото Сергей Дягилев за неговата балетна трупа – „Жар-птица“ (1910), „Петрушка“ (1911/1947) и „Пролетно тайнство“ (1913). „Пролетно тайнство“, чиято премиера предизвиква обществени безредици, напълно променя начина, по който по-късните композитори разглеждат ритмичната структура, и до голяма степен утвърждава трайната репутация на Стравински като революционер в музиката.
След този пръв руски период на творческото си развитие, през 20-те години на ХХ век Стравински се насочва към неокласицизма. През този период той обикновено използва традиционни музикални форми, като кончерто гросо, фуга или симфония, в които често нишка на силни емоции е прикрита под външното впечатление за сдържаност и безстрастност. В много от тези композиции той отдава почит на класически композитори, като Йохан Себастиан Бах или Пьотър Чайковски.
През 50-те години Игор Стравински възприема техниките на сериализма, които заемат важно място в последните двадесет години от творческата му работа. Композициите от този период запазват много сходства с по-ранните му работи – ритмична енергия, конструиране на разширени мелодични идеи от няколко кратки компонента, чистота на формата, на инструментацията, на изказа.

## Биография

### Произход и младежки години
Игор Стравински е роден на 17 юни (5 юни стар стил) 1882 г. в Ораниенбаум (днес Ломоносов), но израства в столицата Санкт Петербург. Баща му, Фьодор Стравински, е оперен певец и работи в Мариинския театър. По бащина линия той произлиза от полската благородническа фамилия Стравински. Пишейки по-късно за детството си, Игор Стравински отбелязва: „Никога не попаднах на някой, който да изпитва истинска привързаност към мен“.
Израснал в музикално семейство, Игор започва да свири на пиано от ранна възраст, а по-късно взима уроци и по музикална теория и прави някои опити за композиране. През 1890 г. гледа в Мариинския театър балета на Пьотър Чайковски „Спящата красавица“, който силно го впечатлява. Четиринадесетгодишен, той усвоява добре Концерт за пиано №1 на Феликс Менделсон Бартолди, а през следващата година завършва преработката за пиано на един от струнните квартети на Александър Глазунов. Самият Глазунов обаче няма особено високо мнение за композиторските умения на младия Стравински, наричайки го немузикален.
Въпреки ентусиазма на Игор Стравински към музиката, неговите родители планират той да стане юрист. През 1901 г. той започва да учи право в Санктпетербургския университет, но с голямо нежелание, като за четири години посещава по-малко от 50 лекции. Когато баща му умира през 1902 г., той вече е започнал да отделя повече време на музикалните си интереси. През 1905 г. университетът е затворен след Кървавата неделя, поради което Стравински така и не полага финалните изпити и през 1906 г. получава само частична диплома.
През следващите години Игор Стравински се концентрира върху музиката. По съвет на видния композитор Николай Римски-Корсаков той не постъпва в Санктпетербургската консерватория, до голяма степен заради възрастта си. Вместо това от 1905 до 1908 г. той взема два пъти седмично частни уроци от Римски-Корсаков.

### Кариера
След завършването си той се отдава на композирането. През 1907 г. написва първата си симфония, а дотогава е писал само произведения за пиано. През 1908 г. прави първия си авторски концерт, където присъства Сергей Дягилев – бивш балетист и настоящ директор на частна балетна трупа в Русия. През 1909 г. Стравински се запознава в Санкт Петербург с Дягилев, който по това време организира фестивал „Руски сезони“ в Западна Европа и Америка. Дягилев предлага на неизвестния автор да напише музика за балет по мотиви на руските народни приказки в направление импресионизъм и така се ражда „Жар-птица“. През 1910 г. премиерата на парижка сцена на балета предизвиква фурор. На следващата година Стравински го преработва и след като е поставен отново на сцена, той до такава степен допада на зрителите, че се заговаря за създаването на нов музикален стил, станал по-късно известен като „неокласицизъм“.
През 1913 г. се премества да живее в Париж, но с течение на времето започва да получава повиквателни да се върне в Русия, защото не притежава френско гражданство. Впоследствие се мести в Швейцария, където живее от 1920 до 1940 г., когато най-накрая получава френски паспорт и се връща в Париж. Въпреки това през 1939 г. известният композитор напуска френската столица и заминава за САЩ, защото в рамките на около година майка му, жена му и голямата му дъщеря умират и там всичко го потиска. Той решава да започне отначало като диригент и композитор във филмово студио в Холивуд. По-късно работи и като преподавател в Харвард. През 1945 г. се жени повторно за примабалерина.

### Смърт
Игор Стравински умира на 88-годишна възраст на 6 април 1971 г. в Ню Йорк, но е погребан в православната част на острова гробище Сан Микеле (Венеция), до гроба на Сергей Дягилев.

## Творчество

### Балети
- „Жар-птица“
- „Петрушка“
- „Пролетно тайнство“
- „История на войника“
- „Пулчинела“
- „Сватба“
- „Целувката на феята“
- „Аполон Мусагет“
- „Игра на карти“
- „Балетна сцена“
- „Балет ревю“
- „Агон“
- „Орфей“

## Награди
- Награда Сонинг (1959)
- Награда „Вихури Сибелиус“ (1963)